# Crocetta (metropolitana di Milano)
Crocetta è una stazione della linea M3 della metropolitana di Milano.

## Storia
I lavori per la costruzione della linea M3 iniziarono l'8 settembre 1981. La stazione entrò in servizio il 16 dicembre 1990 insieme alla tratta da Duomo a Porta Romana, pochi mesi dopo l'apertura della prima tratta Centrale FS-Duomo avvenuta il 3 maggio 1990.

## Strutture e impianti
Venne costruita a binari sovrapposti per evitare il passaggio sotto gli edifici. Al livello inferiore si trova il binario dispari, in direzione San Donato, e a quello superiore il binario pari, in direzione Comasina.
Il mezzanino, posto in posizione laterale, fu scavato a cielo aperto, indipendentemente dalle gallerie della linea.
Sorge in largo della Crocetta, alla confluenza di corso di Porta Romana e di corso di Porta Vigentina e presenta uscite in corso di Porta Romana e in corso di Porta Vigentina. Secondo il progetto iniziale, in superficie sarebbe dovuta sorgere una tettoia di riparo, con una fontana e una statua, su progetto di Guido Canella.

## Interscambi
Nelle vicinanze della stazione effettuano fermata alcune linee urbane, tranviarie ed automobilistiche, gestite da ATM.
- Fermata tram (linea 16, 24)
- Fermata autobus

## Servizi
La stazione dispone di:
- Accessibilità per portatori di handicap
- Ascensori
- Scale mobili
- Emettitrice automatica biglietti
- Servizi igienici
- Stazione video sorvegliata